# Куджиашвили, Иван Петрович
Иван Петрович Куджиашвили (груз. ივანე პეტროვიჩ კუდჯიაშვილი; 1906, Тифлис, Тифлисская губерния, Российская империя — ?) — советский государственный и партийный деятель.

## Биография
- после окончания в 1924 Тифлисское фабрично-заводском училище, вступил в ВКП(б). На партийной и комсомольской работе.
- с 1941 2-й секретарь Ахалкалакского районного комитета КП(б) Грузии
- в 1942 1-й секретарь Караязского районного комитета КП(б) Грузии
- с 1946—1951 1-й секретарь Горийского районного комитета КП(б) Грузии
- С 4 декабря 1951 по май 1953 председатель Исполнительного комитета Тбилисского Областного Совета.
- после ликвидации Тбилисской области, с мая 1953 по 1955 занимал пост 1-го секретаря Областного комитета КП Грузии Юго-Осетинской автономной области